# خانم بالاجایوا
خانم بالاجایوا (ترکی آذربایجانی: Xanım Balacayeva؛ زادهٔ ۲۸ مارس ۲۰۰۱) شطرنج‌باز اهل جمهوری آذربایجان است.